# Sylwester (Bratanowski)
Sylwester, imię świeckie Aleksandr Aleksiejewicz Bratanowski (ur. 9 sierpnia?/21 sierpnia 1871 w Woskriesienskim, zm. 29 września 1932 w Moskwie) – rosyjski biskup prawosławny.

## Życiorys
Był synem kapłana prawosławnego. W 1896 ukończył studia prawnicze na Uniwersytecie Cesarskim w Petersburgu. Następnie podjął studia na Petersburskiej Akademii Duchownej. Podczas nauki, w 1898, złożył wieczyste śluby mnisze, przyjmując imię zakonne Sylwester. W tym samym roku został wyświęcony na hierodiakona, a dwa lata później – na hieromnicha. Po ukończeniu studiów w 1900 został nadzorcą szkoły duchownej w Mścisławiu. Po roku przeniesiono go na stanowisko inspektora seminarium duchownego w Kutaisi. W 1902 otrzymał godność archimandryty i został rektorem tejże szkoły; był nim przez dwa lata. Następnie w latach 1904–1906 kierował jako rektor seminarium duchownym w Smoleńsku.
W latach 1906–1907 był przełożonym monasteru św. Włodzimierza w Chersonezie Taurydzkim. Następnie przez trzy lata kierował wspólnotą monasteru Spaso-Andronikowskiego. 4 kwietnia 1910 przyjął chirotonię biskupią w soborze Trójcy Świętej na terenie Ławry Aleksandra Newskiego w Petersburgu, z rąk metropolity petersburskiego Antoniego i innych konsekratorów. Został wówczas wikariuszem eparchii jarosławskiej i rostowskiej z tytułem biskupa rybińskiego. W 1915 został przeniesiony do eparchii taurydzkiej, ponownie jako jej wikariusz, z tytułem biskupa sewastopolskiego. W 1917 był biskupem wieriejskim, wikariuszem eparchii moskiewskiej.
W 1920 mianowany ordynariuszem eparchii permskiej i solikamskiej, według niektórych źródeł przystąpił do ruchu odnowicielskiego. W 1924 został na krótko uwięziony. W 1925 był ordynariuszem eparchii kostromskiej. Po śmierci patriarchy moskiewskiego i całej Rusi Tichona podpisał akt przekazania tymczasowego zarządu Cerkwi w ręce metropolity krutickiego Piotra. W latach 1926–1927 kierował jako ordynariusz eparchią wołogodzką. Był też członkiem Tymczasowego Patriarszego Świętego Synodu ustanowionego przed zastępcę locum tenens Patriarchatu Moskiewskiego Sergiusza. Od 1928 do śmierci w 1932 był ordynariuszem eparchii kałuskiej i borowskiej. Zmarł w Moskwie i tam też został pochowany na cmentarzu Siemionowskim, po nabożeństwie pogrzebowym odprawionym przez metropolitę Sergiusza i piętnastu innych biskupów w cerkwi św. Ireny.